# Vineh av Bulgarien
Vineh av Bulgarien, död 762, var en bulgarisk monark. Han var regerande khan av Bulgarien mellan 753 och 762.